# Fouchetpläne
Bei den so genannten Fouchetplänen handelt es sich um zwei Vorschläge der französischen Regierung unter Charles de Gaulle für eine Weiterentwicklung der europäischen Integration. Namensgeber war der französische Diplomat und Chefdelegierte Christian Fouchet, der den Ausschuss zur Erarbeitung des entsprechenden Konzepts leitete.
Der erste Vorschlag, der am 2. November 1961 publik gemacht wurde, strebte die Gründung einer Europäischen Politischen Union (EPU) an, mit der die Mitgliedstaaten der Europäischen Wirtschaftsgemeinschaft (EWG) sich auch auf politischem, kulturellem und verteidigungspolitischem Gebiet integrieren sollten. Er knüpfte damit an die Pläne zu einer Europäischen Politischen Gemeinschaft (EPG) an, die 1954 gescheitert waren. Zentrale Institution der EPU sollte der Ministerrat sein, in dem die Regierungsvertreter der einzelnen Mitgliedstaaten einstimmig Entscheidungen treffen würden. Supranationale Elemente waren dagegen kaum vorgesehen.
Noch ehe die übrigen Mitgliedstaaten eindeutig Position zu dem französischen Plan bezogen hatten, stellte de Gaulle am 18. Januar 1962 einen von ihm verschärften zweiten Entwurf des Fouchetplans vor. Dieser sah die Unterordnung der bereits bestehenden EWG-Institutionen unter den Ministerrat der EPU vor – und damit eine weitgehende Entmachtung der EWG-Kommission, was de facto die Aufgabe des supranationalen Integrationsprinzips bedeutet hätte. Da dies für die übrigen EWG-Mitgliedstaaten, insbesondere die Benelux-Staaten, nicht akzeptabel war, provozierte de Gaulle damit letztlich das Scheitern der EPU. Höchstes Ziel De Gaulles war es, seine „certaine idée“ durchzusetzen. Für De Gaulle hatte ein Europa „über“ den Staaten keine Zukunft. Sein Ziel war es, alle supranationalen Elemente aus der europäischen Zusammenarbeit zu streichen. Seine Vorstellung von Europa sah eine Zusammenarbeit unabhängiger Staaten vor, welche ihre volle Souveränität und ein Vetorecht in allen Institutionen behielten.
Nach dem Scheitern der Verhandlungen bekundete die deutsche Regierung unter Konrad Adenauer weiterhin Interesse an einer engeren Zusammenarbeit mit Frankreich. Als Torso der Fouchet-Pläne kam es zum Abschluss des deutsch-französischen Zusammenarbeitsvertrages vom 22. Januar 1963, dem sogenannten Élysée-Vertrag.
Die weitere politische Integration stagnierte in der Folge bis zum Ende der Amtszeit Charles de Gaulles. Zwischenzeitlich kam es zu weiteren Schwierigkeiten zwischen Frankreich und den anderen fünf Mitgliedstaaten bei der Frage der Aufnahme Großbritanniens in den Gemeinsamen Markt (1963 und 1967) und dem ab 1966 gemäß EWG-Vertrag vorgesehenen Übergang in wichtigen Vertragsbereichen (unter anderem Landwirtschaft und gemeinsame Handelspolitik) zu Entscheidungen mit qualifizierter Mehrheit im Ministerrat. Hieraus entstand ab Mitte 1965 eine Verfassungskrise der Gemeinschaft, die erst ein halbes Jahr später am 26. Januar 1966 durch den Luxemburger Kompromiss bereinigt wurde. Erst auf dem Gipfel von Den Haag 1969 beschlossen die europäischen Staats- und Regierungschefs schließlich, einen Ausschuss einzusetzen, der Möglichkeiten einer Europäischen Politischen Zusammenarbeit (EPZ) entwarf. Diese wurde jedoch erst 1986 in der Einheitlichen Europäischen Akte institutionalisiert; 1992 wurde sie im Vertrag von Maastricht zur Gemeinsamen Außen- und Sicherheitspolitik der Europäischen Union weiterentwickelt.